# Лактат аммония
Лакта́т аммо́ния — соль молочной кислоты и аммиака в качестве основания. Используется в пищевой промышленности в качестве пищевой добавки Е328 как регулятор кислотности.

## Получение
Лактат аммония получают по схеме:
СН3СНОНСООН + NН3 → СН3СНОНСООNН4

## Применение
Лактат аммония применяется в качестве улучшителя муки и хлеба.